# みずほアンビバレンツ
『みずほアンビバレンツ』は、こいずみまりによる日本の漫画作品。『コミックハイ!』（双葉社）にて連載されていた。
作者が以前連載していた作品『お姉さまとお呼びっ!!』の続編であり、同作の主人公・ヨネ子の息子である瑞穂を主人公としたスピンオフ作品でもある。

## あらすじ
田代瑞穂は、小学校までは男として生活していたが、自身の美貌を活かすために中学校に入ると同時に女子としてデビューする。しかし、恋愛対象は女性であり、出会いが少なくなったことを不満に感じていた。そこへ、藤宮ありすという少女が、子供のころに好きになった「丘の上の王子様」を探すために瑞穂の通う学校へ転校してくる。瑞穂とありすの間に奇妙な関係が生まれる。

## 評価
本作は、瑞穂が周囲の人々を振り回すドタバタコメディである。瑞穂は「男でも好きだ！」と男子からも迫られる。ライターの雛見沢秀一は、「好き勝手に振る舞ってもかわいいから許せるのは、男の娘でも通用すると初めて知りました」と書いている。
ライターの来栖美憂は、イケイケな魅力を持つ瑞穂と、素直ではないが内心は乙女なありすの百合のような関係が注目点であるとし、「男の娘」と女の子の恋愛が好きな読者に勧めたいと述べている。

## 単行本
双葉社より刊行（全4巻）
1. 2008年、ISBN 4-5758-3529-3
2. 2009年、ISBN 4-5758-3607-9
3. 2009年、ISBN 978-4-5758-3683-7
4. 2010年、ISBN 978-4-5758-3743-8